# Hartman z Holštejna

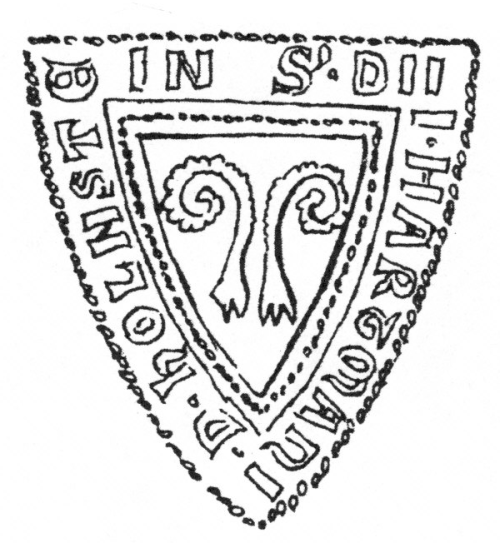
Pečeť Hartmana z Holštejna z roku 1279

Hartman z Holštejna byl moravský pán, který založil hrad Holštejn a kolonizoval holštejnské panství. 
Hartman pocházel z rodu erbu beranních rohů, kteří měli sídlo v Ceblovicích (zaniklé vsi na Tišnovsku). Se svým starším bratrem Bohušem, který se zpočátku psal po Jedovnicích, začal v polovině 13. století osídlovat málo zalidněnou část Drahanské vrchoviny. Noví osadníci přicházeli nejen z českého království, ale i z německy mluvících zemí. Osídlování probíhalo zčásti díky vazbám na Rakousko, zčásti zásluhou olomouckého biskupa Bruna ze Schauenburku, který pocházel z Německa a byl jedním z moravských činovníků velké kolonizace. 
Hartman se poprvé v listinách objevuje roku 1252, kdy se svým bratrem Bohušem svědčil při založení žďárského kláštera. V následujících letech byl připomínán na řadě listin. Jeho bratr však panství, které mělo původně sídlo na tvrzi v Jedovnicích, opustil a přestěhoval se na Přerovsko, kde vystavěl hrad Drahotuš a založil tam vlastní rod pánů z Drahotuš. Hartman začal budovat na panství nové pevné sídlo. Jako Hartman s přídomkem „z Holštejna“ se uvádí poprvé na pečeti listiny z 5. března 1268, což znamená, že jeho nový hrad Holštejn byl v té době dostavěn nebo alespoň zčásti obyvatelný. Od roku 1278 se uváděl jako Hartman z Holštejna již na všech listinách. Téhož roku získal významnou funkci brněnského komorníka. Hartman byl významným šlechticem své doby, i když starší literatura uvádí, že byl loupeživým rytířem. Toto bylo způsobeno záměnou s jiným moravským hradem Hoštejnem. Ve skutečnosti se Hartman uváděl v listinách na prvních prestižních místech. Z veřejného života se stáhl v roce 1302, kdy už byl stár. Na jeho místo nastoupil jeho syn Crha z Holštejna, který však v roce 1308 předčasně zemřel. Hartman se naposledy uvádí 1. ledna 1315 na listině zábrdovického kláštera, poté zemřel. Hrad Holštejn a holštejnské panství získal odúmrtí král.     

## Rodokmen pánů z Ceblovic
Radoslav z Ceblovic (1173-1227)
- Častolov z Ceblovic (1228-1249)
- Crha z Ceblovic (1226-1251)
  - Bohuš z Drahotuš (1245-1281) - zakladatel rodu pánů z Drahotuš
  - Petr (1280-1281) - dominikán
  - Hartman z Holštejna (1252-1315)
    - Crha z Holštejna (1288-1308)